# Wyżne Młaki
Wyżne Młaki – polana w Beskidzie Sądeckim w Paśmie Jaworzyny. Znajduje się na jego bocznym, długim grzbiecie odbiegającym od znajdującego się w grani głównej tego pasma szczytu Runek (1080 m).  Grzbiet ten poprzez ciąg kilku polan i Jaworzynkę (1001 m) biegnie w południowym kierunku do Pustej Wielkiej (1061 m).  W kierunku z północy na południe są to polany: Polana Gwiaździsta, Polana nad Wierchomlą (na niej znajduje się Bacówka PTTK nad Wierchomlą), Długie Młaki  i Wyżne Młaki. Ciągiem tych polan prowadzi droga dojazdowa  ze Szczawnika do Bacówki nad Wierchomlą i dalej oraz szlak turystyczny. Polana Wyżne Młaki  oddzielona jest od Długich Młak tylko niewielkimi skrawkami lasu. Nazwa Wyżne Młaki  dotyczy tylko grzbietowej i nieco podmokłej części polany, jednakże polana ta ciągnie się w dół przez całą długość zachodniego stoku aż do dna doliny Wierchomlanki.
Polana Wyżne Młaki i wszystkie pozostałe polany tego grzbietu są pozostałością po Łemkach, którzy dawniej zamieszkiwali te tereny. W 1947 zostali wysiedleni w ramach Akcji Wisła. Potem polany były użytkowane rolniczo przez napływową ludność polską z miejscowości Wierchomla Mała i Wierchomla Wielka, dzięki czemu nie zarosły lasem i stanowią dobry punkt widokowy. Według Bogdana Mościckiego,  przewodnika „Beskid Sądecki i Małe Pieniny” dzięki tym polanom grzbiet Runek – Pusta Wielka jest „najładniejszym bocznym grzbietem Pasma Jaworzyny”. Obecnie na polanie Wyżne Młaki znajduje się 6 wyciągów narciarskich o różnej długości: „Wierchomla 1”, „Toczek”, „Fiedor:, „Polanki”, „Płatek” i „Frycek”. Wraz z 2 wyciągami ze Szczawnika (na stokach południowo-wschodnich) tworzą one 8-wyciągową „Stację narciarską dwie doliny Muszyna – Wierchomla.

## Szlaki turystyczne
– odcinek niebieskiego szlaku z Runka przez Bacówkę nad Wierchomlą do skrzyżowania szlaków przy kapliczce pod Jaworzynką 1.15 h, ↓ 1.30 h